# Coalition nationale de Guinée pour les droits et la citoyenneté des femmes
La Coalition nationale de Guinée pour les droits et la citoyenneté des femmes (CONAG-DCF) est un groupe des droits des femmes en république de Guinée.
CONAG-DCF est une coalition d'ONG et de syndicats d'enseignants et de chercheurs de toute la Guinée. Il documente la violence à l'égard des femmes, aide les femmes en prison et sensibilise au mariage précoce et à d'autres problèmes liés aux droits des filles.
En mai 2005, la CONAG a signalé la pratique répandue du mariage forcé ou arrangé en Guinée. Après une manifestation en Guinée en 2009, la CONAG-DCF a publié une déclaration sur les droits et la citoyenneté des femmes guinéennes.

## Historique des présidentes
| N° | Nom et prénom        | Début        | Fin      |
| -- | -------------------- | ------------ | -------- |
| 01 | Nanfadima Magassouba |              | 2017     |
| 02 | Binta Nabé           | Février 2017 | En cours |